# تپه نجو بران ۲
تپه نجو بران ۲ مربوط به عصر مس است و در شهرستان هرسین، روستای نجو بران واقع شده و این اثر در تاریخ ۱۰ دی ۱۳۸۱ با شمارهٔ ثبت ۶۸۸۷ به‌عنوان یکی از آثار ملی ایران به ثبت رسیده است.